# ギッフィー
ギッフィーは、Jリーグ・FC岐阜のマスコットキャラクター。

## 概要
Jリーグ加盟10周年を記念する特別企画として、クラブマスコットデザインを公募。様々な方々が「マスコットを通じてよりFC岐阜を知っていただきたい」というクラブの思いに応え、応募作品は200点にのぼった。この中から一般の会社員による、県花レンゲをモチーフとしたキャラクターが最優秀賞に選ばれ、クラブの公式マスコットが誕生した。名前は県名の「岐阜」を盛り込んだ上で呼びやすい語感があるものを複数考案、最終的に「ギッフィー」に決定。名前とデザインは2017年7月22日 J2第24節FC町田ゼルビア戦にて発表をおこなった。
上記発表の前に、ギッフィーの商標登録データが知れ渡り、デザインが流出するハプニングがあった。
ホームゲームや各種イベントへの立体物としての登場は、2017年10月1日 J2第35節名古屋戦。試合前には、SKE48も参加したお披露目会が行われた。スケボーに乗って颯爽と登場し、キレのあるダンスを披露。先輩マスコットであるミナモにも挨拶を行った。
公式マスコットキャラクターとして、ホームページその他SNS、印刷物、キャラクターグッズなどに登場。皆様に親しまれるよう、地域のイベントにも参加し、スタジアム、FC岐阜を一緒に盛り上げていく。

### キャラ情報
岐阜県の県花「れんげ草」をモチーフにした男の子。誕生日は8月21日。
- 性格 : 情に厚くすぐに感動し、子どもたちが好きで夢を与える存在になりたいが、たまに間違った方向に目立とうとする。岐阜弁が好き。
- 気になる事 : レンゲ畑の減少
- 資格 : レンゲプランナー、レンゲ検定1級
- 特技：スケボー、ダンス（各種イベント、ホームゲーム毎に新作ダンスを披露）
- 肩書：平成30年岐阜北警察署特別広報監、Mr.マリックの弟子
- 好きな選手、憧れの選手 : 最後まであきらめず全力で走り切る選手
- 将来の夢 : 「Ｊ１昇格！」「岐阜の名が世界に轟くこと！」

## ギッフィー動画
FC岐阜の公式YouTubeチャンネル「FC GIFU TV」内にて、ギッフィーの動画も公開している。現在、「ギッフィーの白熱勉強教室」「ギッフィーの〇〇やってみた」などのシリーズもののほか、マスコット総選挙PR動画や、17'マスコット同期会メンバーとの動画など多数公開。

## ギッフィーのAT
ギッフィーのAT（ギッフィーのアディショナルタイム）は、ギッフィーが主人公の4コママンガ。ホーム開催時に配られるマッチデープログラムと試合告知チラシで読むことができる。ツイッターと公式サイト内の「新着情報」でも全話閲覧可能。2021年8月28日に発売された書籍「ギッフィーの本」では、2020年までの第125話まで収録されている。
内容は、岐阜県の特徴（気候や特産品）やFC岐阜の選手やスタッフの紹介など多岐にわたっている。その際には、おれん太くん・ギフ坊・ジェイくんも登場することがある。また、対戦相手のキャラクターも登場することがある（アビスパ福岡のアビー、名古屋グランパスのグランパスくんなど）。
2020年1月1日時点で、94話まで公開されている。
2019および2020Jリーグマスコット総選挙の際には、変則的なコマ漫画（2019年は特にタイトルは無く1コママンガでの掲載、2020年は『ギッフィーのニコニコ2コマ』として掲載）もギッフィーのツイッター上で公開されている。こちらも書籍「ギッフィーの本」に収録されている。

## 著名人との関わり
- アレッサンドロ・デル・ピエロ